# Myron H. Wilson
Pour les articles homonymes, voir Wilson.
Myron H. Wilson, né le 9 septembre 1887 et mort le 19 août 1962, surnommé Mike, est un entrepreneur en assurance et en sport qui fut propriétaire de la franchise de baseball MLB des Cleveland Indians de 1952 à 1956. Il fait partie des investisseurs qui aident Ellis Ryan à prendre le contrôle du club en 1949 ; il lui rachète ses parts en 1952. Il reste l'actionnaire majoritaire jusqu'en 1956 et le rachat de la franchise par William R. Daley contre 3 961 800 dollars.